# Ulla von Brandenburg
Ulla von Brandenburg, nascida em 1974 em Karlsruhe, é uma artista alemã. Ela vive e trabalha em Paris.
Ela mostra o seu trabalho internacionalmente e é uma das quatro finalistas nomeadas para o Prêmio Marcel Duchamp em 2016.

## Formação
Ulla von Brandenburg foi treinada na Alemanha na Universidade de Artes e Design Karlsruhe em cenografia. Ela também estudou artes visuais na Universidade de Belas Artes de Hamburgo.

## Abordagem artística
O trabalho de Ulla von Brandenburg é inspirado na literatura, teatro e psicanálise. Ela está interessada na iconografia do século XIX, na história da tecnologia e na revolução industrial.
Ela usa uma grande variedade de mídias e técnicas, incluindo vídeo, performance, teatro, pintura mural, desenho ou cenários de tecido. Ulla von Brandenburg declara que "eu tenho a ideia de um trabalho ao mesmo tempo que o formato apropriado para esse trabalho".
Se ela prefere o branco e preto para seus vídeos, é em cores que seus trabalhos visuais são expressos. Uma cor arquitetônica para as suas cortinas, instalações de tecidos, quadros de fitas com tecidos cintilantes ou até cortes de papel colorido. Uma cor desbotada para suas aquarelas de personagens fantasmagóricos.
As obras de Ulla von Brandenburg levantam a questão da representação e é através do estilo e da linguagem do teatro e da cenografia que ela constrói muitos de seus projetos. Os elementos cênicos, as cortinas da Commedia dell'arte, as roupas de Arlequim etc. são todas referências que permitem que seus trabalhos passem da realidade à ficção ou à ilusão.
Suas instalações se desenrolam como decorações que muitas vezes são percebidas ao inverter o cenário e em que alguém entra por cortinas. A cortina é um motivo fundamental em seu trabalho, que ela descreve da seguinte forma: “Como o espelho tem dois lados, o que nos reflete e o que está escondido atrás, a cortina tem duas caras também. No circo, você pode dobrá-la em um tamanho muito pequeno e desdobrá-la para tirar uma tenda. Eu gosto de camuflar ou mudar o espaço com materiais ruins ou muito simples a fim de criarum outro lugar. O tecido é o meio ideal, barato, fácil de transportar, modular. É um material nômade."
O outro motivo recorrente de seu trabalho é a floresta, que pode ser encontrada em seus vídeos (como Chorspiel) e seus trabalhos em papel de parede cortado. Tal como acontece com a cortina, esse motivo não se refere a um assunto específico, mas se refere "tanto a Wagner e à Alemanha quanto a Tarkovski e a uma cultura comum. Em todo lugar corresponde a um universo, aos contos, ao subconsciente... "
Suas performances, em público ou em vídeo, revelam as diferentes facetas do trabalho de Ulla von Brandenburg: ela escreve os textos e as músicas, desenha cenários e figurinos, escolhe e dirige os atores.
Em fevereiro de 2019, uma exposição no Musée régional d'Art contemporain Occitanie, em Sérignan (Hérault), ela apresenta os seus retratos de mulheres comprometidas, instruídas e militantes.

## Exposições pessoais
- 2005:
  - Künstlerstätte Schloss Bleckede, Alemanha
  - Der Brief, instalação no espaço público, Berlim
  - I am making a crazy quilt and I want your face for the center, Pavilion Project, Montreal
  - Fuenf sind’s doch schon im ersten Spiel, Trottoir, Hamburgo
- 2006:
  - Milliards d'années Cinq, Módulo 1, Palácio de Tóquio, Paris
  - Kunsthalle, Zürich, Suíça
- 2007:
  - Karo Sieben, Galeria de arte: conceito, Paris
  - Brief Oder Neuigkeiten, Produzentengalerie, Hamburgo
- 2008:
  - Whose beginning is not, nor end cannot be, Dublin
  - Projeto Espaço PS1, Nova York
  - Art Unlimited, Art 39 Bâle
  - Passengers: 1.8: Ulla Von Brandenburg, Instituto de Artes Contemporâneas CCA Wattis, São Francisco
  - Ulla von Brandenburg? Wo über dem Grün ein rotes Netz liegt, Düsseldorf
  - La Maison, projeto Docking Station Museu Space au Stedelijk, Amsterdã
- 2009
  - Name or Number, Platô - Frac Île-de-France, Paris
  - Wagon Wheel, Galeria Pilar Corrias, Londres
  - Galeria Chisenhale, Londres
- 2010:
  - Neue Alte Welt, Galerie Art: Concept, Paris
  - Chorspiel, Lilith Performance Studio, Malmö, Suécia
  - K21 Kunstsammlung Nordrhein-Westfalen, Düsseldorf
  - Galerie Saint-Séverin, Paris
- 2011:
  - Das Versteck des WL, Produzentengalerie, Hamburgo
  - Vitrine de l'Antenne, Frac Île-de-France, Paris
  - Neue Alte Welt, The Common Guild, Glasgow
- 2012:
  - Mirrorsong, Pilar Corrias Gallery, Londres
  - Le Chevalier inexistant, Rosascape, Paris

- 2013:
  - Death of a King au Palais de Tokyo,[2] Paris
  - Die Straße, Galerie Art: Concept, Paris
  - Innen ist nicht Aussen, Secession, Vienne[4]  · [5]
  - Kunstpreis Finkenwerder, Kunsthaus, Hamburgo
  - Prospectif Cinéma, Centre Pompidou, Paris
  - Das Wertesck des WL, Kunsthalle, Hambúrguer
  - Gleich, Gleich, Gleich, Quiosque, Gent, Bélgica
  - Eigenschatten - Ombra Propria, Monitor, Roma
  - Following the Signs, Museu Herzliya, Herzliya, Israel
- 2014:
  - 24 Filme , kein Schnitt, MAMCO, Genebra[6]
  - Inside is not outside, Kunstverein Hanovre
- 2015:
  - Zuvorie Vorher, Produzentengalerie, Hambourg
  - Baisse-toi montagne, Lève-toi vallon au Kaaitheater, Bruxelles[7]
  - Gestern ist auch morgen und heute ist wie hier, Kunstverein Kassel[8]
  - Kalns, grimsti! Ieleja celies! (Baisse-toi montagne, Lève-toi vallon) kim? Centro de arte contemporânea, Riga, Lettonie[9]
  - Ulla von Brandenburg: Objects Without Shadow,, Londres
  - Sink down mountain, Rise up valley, Performa, Nova York[10]

- 2016:
  - Orange meets blue, Kasia Michalski Gallery, Varsovie, Pologne[11]
  - Sink down mountain, Rise up valley, The Common Guild, Glasgow, Royaume-Uni[12]
  - Manchmal Ja, manchmal Nein, Haus Konstruktiv, Zurique, Suíça[13]

- 2020:
  - Das Was Ist, Palácio de Tóquio, Paris

## Prémios
- Begabtenstipendium der Dietzte-Stiftung, 2003
- Reisestipendium, Verein for Neue Kunst in Hamburg Stipendium Künstlerstätte Schloss Bleckede, 2005
- Juergen-Ponto-Stipendium, 2006
- Kunstpreis der Böttcherstraße em Bremen, 2007
- Prêmio de Arte Finkenwerder, 2013[14]
- Em 2016, ela é uma das quatro finalistas nomeadas para o prêmio Marcel Duchamp